# Claudio Boada Pallarés
Claudio Boada Pallarés (Barcelona, 1953) es un empresario español, presidente del Círculo de Empresarios de 2004 a 2012. Actualmente es patrón de la Fundación Joan Boscà, una entidad ligada a la financiación de la entidad Sociedad Civil Catalana. Es hijo de Claudio Boada Villalonga.

## Biografía
Se graduó en ingeniería industrial por la Universidad Politécnica de Madrid y MBA por la Universidad del Sur de California. Dedicado al mundo financiero, trabajó en el Banco de Bilbao en 1977, en el Banco de Progreso (Grupo March) de 1983 y 1990, y finalmente fue responsable y presidente de Lehman Brothers en España y Portugal de 2000 a 2004. De 2004 a 2012 fue presidente del Círculo de Empresarios.
También fue presidente del consejo asesor de Abantia, que en 2016 presentó suspensión de pagos. En abril de 2012 fue nombrado Senior Advisor del Blackstone Group por España y Portugal. En 2013 entró a formar parte del consejo de administración del Grupo Prisa. En 2017 fue designado Senior Advisor de Natixis por España.

## Premios y reconocimientos
- En 2005 el Colegio Oficial de Ingenieros Industriales de Madrid le concedió la Mención Honorífica al Ingeniero Industrial del Año.